# Amazon Air
A Amazon Air, anteriormente conhecida como Amazon Prime Air, é uma companhia aérea de carga que opera exclusivamente para o transporte de encomendas da Amazon. Em 2017, ela mudou seu nome de Amazon Prime Air para Amazon Air para se diferenciar de seu serviço de entrega de drones de mesmo nome. No entanto, o logotipo da Prime Air permanece na aeronave. Até janeiro de 2021, as aeronaves da companhia aérea eram produto de leasing de outras companhias, mas desde então ela procura possuir diretamente algumas aeronaves. Mesmo nos seus aviões próprios, a companhia aérea ainda dependerá de terceiros para os arrendamentos de tripulação, manutenção e seguro (do inglês, CMI - crew, maintenance and insurance).

## História
No final de 2015, a Amazon começou a fazer testes de carga a partir de Wilmington, Ohio,  sob o codinome de Projeto Aerosmith. Em dezembro de 2015, a Amazon anunciou que iniciaria sua própria companhia aérea de carga para expandir sua capacidade.
Em março de 2016, a Amazon adquiriu opções de compra de até 19,9 por cento das ações do Grupo de Serviços de Transporte Aéreo (ATSG) e iniciou as operações programadas com 20 aeronaves Boeing 767.
Em 31 de janeiro de 2017, a Amazon anunciou que a Amazon Air faria do Aeroporto Internacional de Cincinnati/Northern Kentucky (KCVG) seu principal hub e iniciou as operações em 30 de abril de 2017. A Amazon recebeu US$ 40 milhões em incentivos fiscais e planeja iniciar a construção de um complexo de 370 hectares, com um prédio de 28 hectares para triagem e estacionamento para mais de 100 aeronaves de carga; o projeto está estimado em US$ 1,5 bilhão.
Em dezembro de 2017, a empresa, que inicialmente recebeu o nome de Amazon Prime Air, anunciou sua mudança de marca para Amazon Air, de forma a evitar confusão com o serviço de entrega de drones Amazon Prime Air.
Em junho de 2018, a Amazon Air tinha 20 de seus 33 aviões cargueiros baseados no Aeroporto Internacional de Cincinnati/Northern Kentucky (KCVG), com o restante voando em rotas ponto a ponto nos Estados Unidos. A Amazon Air estava para se mudar para um escritório localizado na antiga sede da Comair em março de 2018.
A Amazon alugou 10 Boeing 767-300 adicionais da ATSG em dezembro de 2018.
A Amazon concluiu um novo hub aéreo regional no Aeroporto Fort Worth Alliance (KAFW) e não transporta encomendas de terceiros. O novo hub regional começou a operar em 2 de outubro de 2019.
Para 2019 e 2020, a Amazon se comprometeu a arrendar 10 aeronaves 767-300 adicionais do Grupo de Serviços de Transporte Aéreo (ATSG), que levaria o número de aeronaves ativas a um total de 50. A fase um da instalação do complexo de triagem de CVG, abrangendo 180 hectares, está programada para ser concluída em 2020, enquanto que os 194 hectares restantes serão desenvolvidos até 2025–2027, durante a fase dois. A Amazon eventualmente planeja ter mais de 100 aeronaves baseadas em CVG, com mais de 200 voos diários e 15.000 funcionários.
Em julho de 2020, a Amazon Air garantiu até seis milhões de galões de combustível de aviação sustentável (SAF) fornecido pela Shell Aviation e produzido pela World Energy.
Em setembro de 2020, a Amazon se comprometeu a comprar quatro aeronaves. Essas seriam suas primeiras aeronaves próprias em vez de alugadas. As quatro aeronaves Boeing 767-300 estavam anteriormente sob propriedade da WestJet, que as comprou da Qantas em 2015. Em janeiro de 2021, com o tráfego aéreo de passageiros severamente reduzido e o tráfego de carga maior devido à pandemia COVID-19, a Amazon anunciou que efetuou a compra de 11 aeronaves do tipo Boeing 767-300 da Delta Air Lines e da WestJet.
Em março de 2021, a Amazon exerceu suas garantias para adquirir uma participação minoritária no ATSG, empresa controladora da sub-locadora da Amazon Air, a Air Transport International. O negócio foi avaliado em US$ 131 milhões, com 13,5 milhões de ações da empresa. A Amazon também detém garantias para adquirir uma participação minoritária na Atlas Air Worldwide Holdings, a empresa controladora da Atlas Air.

## Destinos
A Amazon Air efetua voos regulares para os seguintes destinos:
| Hub / cidades-foco  |
| Destinos Futuros    |
| Destinos Encerrados |

## Frota

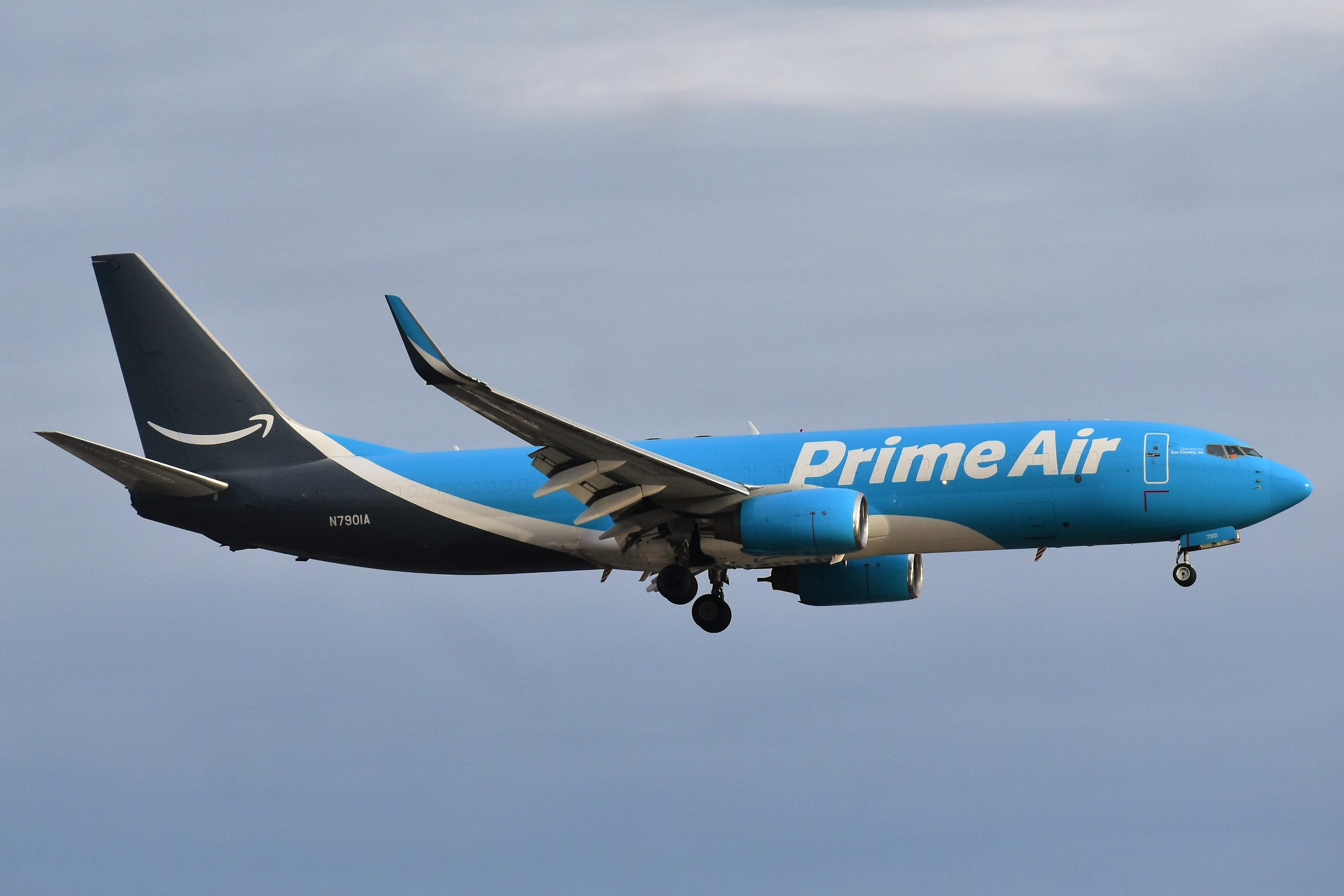
Um Boeing 737-800 da Amazon Air operado pela Sun Country Airlines.

As companhias aéreas que operam para a Amazon Air usam aeronaves Boeing 737 e Boeing 767, todas operadas pela Atlas Air, pelo Grupo de Serviços de Transporte Aéreo (ATSG), pela ASL Airlines Irlanda, pela Southern Air e pela Sun Country Airlines.
Até março de 2021, a frota da Amazon tinha em média mais de 24 anos, uma das mais antigas entre os principais concorrentes, incluindo Lufthansa Cargo (menos de 11 anos) e UPS (20 anos). Seu avião mais antigo tem 32 anos. As emissões de carbono da empresa como um todo aumentaram 15% em 2019.

### Frota atual
Até julho de 2021, a frota da Amazon consistia das seguintes aeronaves.
| Aeronave                      | Em serviço | Em serviço | Pedidos | Operador                      | Notas                                                     |
| ----------------------------- | ---------- | ---------- | ------- | ----------------------------- | --------------------------------------------------------- |
| Boeing 737-800 (BCF)          | 22         | 8          | 1       | Southern Air                  |                                                           |
| Boeing 737-800 (BCF)          | 22         | 12         | 1       | Sun Country Companhias Aéreas |                                                           |
| Boeing 737-800 (BCF)          | 22         | 2          | 1       | ASL Airlines Irlanda          |                                                           |
| Boeing 767-300ER (BDSF / BCF) | 51         | 30         | 8       | AIr Transport International   | 10 aeronaves aguardando conversão ou entrega ao operador. |
| Boeing 767-300ER (BDSF / BCF) | 51         | 19         | 8       | Atlas Air                     | 10 aeronaves aguardando conversão ou entrega ao operador. |
| Boeing 767-300ER (BDSF / BCF) | 51         | 2          | 8       | Cargojet Airways              | 10 aeronaves aguardando conversão ou entrega ao operador. |
| Total                         | 73         | 73         | 9       |                               |                                                           |

## Acidentes e incidentes
- Em 23 de fevereiro de 2019, o voo Atlas Air 3591 (um Boeing 767-300BCF, operando para a Amazon Air) colidiu com a Baía de Trinity, perto de Anahuac, Texas.[28] O acidente ocorreu a aproximadamente 48 km sudeste do Aeroporto Intercontinental George Bush enquanto a aeronave estava se aproximando do aeroporto. A aeronave operava um voo regular do Aeroporto Internacional de Miami para o Intercontinental George Bush. Todas as três pessoas a bordo (dois membros da tripulação e um passageiro) morreram.